# Агафоник (Филиппотис)
Митрополит Агафоник (греч. Μητροπολίτης Αγαθόνικος, в миру Аристотель Филиппотис, греч. Αριστοτέλης Φιλιππότης; 17 января 1918, Тинос, Греция — 1 сентября 2015) — епископ Элладской православной церкви, митрополит Месогеи и Лавриотики (1974—2004).

## Биография
Окончил начальную школу в Пиргосе. В 1938 г. кончил семинарию в Коринфе, в 1949 г. — богословский факультет Афинского университета.
В феврале 1942 г., в субботу первой недели Великого поста, был пострижен в монахи, 22 февраля 1942 г. был рукоположен митрополитом Филаретом (Спросом) во диакона.
В августе 1949 г. получил сан архимандрита, служил диаконом в Церкви Святителя Василия Афинского. Затем служил в качестве капеллана (1949—1953), а также в качестве каноника Фтиотидской митрополии (1960—1974). 
В 1974 г. был избран митрополитом Месогеи и Лавриотики. Ушел на покой в марте 2004 г. по состоянию здоровья.